# Standard Performance Evaluation Corporation
Die Standard Performance Evaluation Corporation (SPEC) ist eine Non-Profit-Organisation, die Benchmarks zur Leistungsbewertung von Hardware und Software entwickelt. Sitz der 1988 gegründeten Vereinigung ist Gainesville (Virginia). Die Mitglieder sind alle großen Hardware- und Softwarehersteller und einige Forschungsorganisationen. Jedes Mitglied einer Untergruppe  der SPEC kann Einfluss auf die Entwicklung der Benchmarks nehmen. Die Benchmarks selbst sind kostenpflichtig.
Mit dem Erwerb einer Lizenz verpflichten sich die jeweiligen Unternehmen, immer die kompletten Ergebnisse zu veröffentlichen. So ist gewährleistet, dass nicht nur die jeweils guten Ergebnisse eines Rechners werbewirksam verwendet werden können, sondern ein möglichst breiter Querschnitt entsteht, der auch mögliche Schwächen aufzeigt.

## Benchmarks
| Gruppe                                     | Anwendungsbereich                     | Aktueller Benchmark | Abgelaufene Versionen                 |
| ------------------------------------------ | ------------------------------------- | --- | ------------------------------------- |
| OSG Open Systems G.                        | Prozessoren                           | SPEC CPU2017. Veröffentlicht: Juni 2017; ersetzt CPU2006. CPU2017 beinhaltet vier Benchmarksammlungen zur Messung der Geschwindigkeit und des Durchsatzes jeweils bei Ganzzahl- bzw. Gleitkommaoperationen. | CPU89, CPU92, CPU95, CPU2000, CPU2006 |
| OSG Open Systems G.                        | Java – Applikationsserver             | SPEC jAppServer2004 | jAppServer2001, jAppServer2002        |
| OSG Open Systems G.                        | Java – Server samt Java Infrastruktur | SPEC JBB2005, jEnterprise2010 | JBB2000                               |
| OSG Open Systems G.                        | Java – Java Message Service (JMS)     | SPEC jms2007 |                                       |
| OSG Open Systems G.                        | Java – Java Virtual Machine           | SPEC JVM98 |                                       |
| OSG Open Systems G.                        | Mailserver                            | SPEC MAIL2009 | MAIL2001, MAIL2008                    |
| OSG Open Systems G.                        | Webserver                             | SPEC WEB2009 WEB2009 wurde 2012 zurückgezogen und ist nicht mehr erhältlich. | WEB96, WEB99, WEB99_SSL, WEB2005      |
| OSG Open Systems G.                        | Dateiserver                           | SFS97_R1 (3.0) | SFS93, SFS97 (2.0)                    |
| OSG Open Systems G.                        | Infrastructure-as-a-Service           | SPEC Cloud IaaS 2018 | Cloud IaaS 2016                       |
| HPG High-Performance G.                    | Supercomputer                         | SPEChpc 2021 | SPEC HPC2002                          |
| GWPG Graphics & Workstation Performance G. | OpenGL Grafikkarten                   | SPECviewperf 2020 |                                       |